# Ertogrul

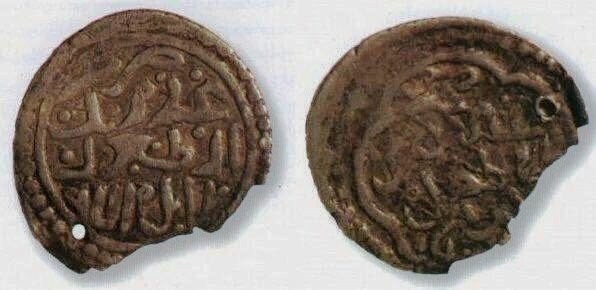
Jedyne zachowane Akçe Osmana (1299? – ok. 1324), potwierdzające imię jego ojca Ertogrula

Ertogrul (osm. ُأرطغل; tur. Ertuğrul) (druga połowa XIII w.) – półlegendarny wódz Oguzów i ojciec Osmana I.
Ertogrul nie pojawia się w żadnym źródle pisanym aż do końca XIV wieku. Według najstarszej osmańskiej kroniki pióra Ahmediego (zm. 1413) Ertogrul wraz z Gündüzem Alpem i Gükem Alpem miał towarzyszyć sułtanowi Rum Alaeddinowi w jego walce z sułtanem Öyüğü nieopodal Eskişehiru, a następnie w jego imieniu zdobyć Söğüt. Późniejsze wersje tej tradycji dodają, że Ertogrul miał przybyć do Anatolii w wyniku najazdu Mongołów i należeć do Oguzów z plemienia Kajy. Według jednego z wariantów tej opowieści Gündüz Alp miał być ojcem Ertogrula.
Według drugiej tradycji związanej z Ertogrulem, zachowanej m.in. w tzw. Anonimowej Kronice, zredagowanej ok. roku 1475, lecz zawierającej materiał z tekstu sporządzonego ok. roku 1420, miał on być jednym z trzech synów Sulejmana Szaha i jako jedyny z trzech braci pozostać w Anatolii po śmierci ojca w Eufracie. Udało mu się uzyskać od sułtana Alaeddina jako teren do wypasania trzody rejon wokół Söğüt. Według tej tradycji Ertogrul zmarł w roku 1288, po 52 latach panowania nad swym plemieniem.
Ze względu na późne i sprzeczne ze sobą tradycje dotyczące Ertogrula nowożytni historycy podawali w wątpliwość samo jego istnienie, jednak potwierdzają je dwie odnalezione monety jego syna Osmana (ok. 1299 – ok. 1324), na których jego imię brzmi „Osman bin Ertuğrul” i „Osman bin Ertuğrul bin Gündüz Alp”. Napis na drugiej z tych monet rozstrzygałby jednocześnie, że ojcem Ertogrula był Gündüz Alp, a nie Sulejman Szah. Poza tym jednak wszelkie dotyczące Ertogrula tradycje mają charakter nader wątpliwy – nie jest nawet jasne, z którym z sułtanów Rum był związany z nim Alaeddin, ponieważ w tym okresie było aż trzech władców sułtanatu o tym imieniu.